# Calciumperoxid
Calciumperoxid ist eine anorganische chemische Verbindung aus der Gruppe der Peroxide.

## Gewinnung und Darstellung
Calciumperoxid kann durch Reaktion eines löslichen Calciumsalzes (z. B. Calciumchlorid oder Calciumnitrat) mit Wasserstoffperoxid in alkalischer Lösung (z. B. Natriumhydroxid oder Ammoniak) gewonnen werden. Technisches Calciumperoxid enthält zu großen Teilen auch Calciumcarbonat und Calciumhydroxid und wird durch Reaktion von Calciumoxid bzw. Calciumhydroxid und Wasserstoffperoxid gewonnen.
{\displaystyle \mathrm {Ca(OH)_{2}+H_{2}O_{2}\longrightarrow CaO_{2}+2\ H_{2}O} }

## Eigenschaften
Calciumperoxid ist ein starkes Oxidationsmittel und von mittlerer brandfördernder Wirkung, da es bei Erhitzung Sauerstoff abspaltet. Es liegt häufig als Octahydrat vor, das bei etwa 130 °C das Kristallwasser verliert. Das Octahydrat hat eine tetragonale Kristallstruktur mit a = 619,7 pm, c = 1096,7 pm und der Raumgruppe P4/mcc (Raumgruppen-Nr. 124).  Die Löslichkeit in Wasser bei 20 °C und neutralem pH-Wert ist kleiner 0,01 %. Mit Wasser tritt langsame Hydrolyse auf, die molekularen Sauerstoff freisetzt:
{\displaystyle \mathrm {2\ CaO_{2}+2\ H_{2}O\longrightarrow 2\ Ca(OH)_{2}+O_{2}} }
In Säure löst sich Calciumperoxid unter Freisetzung von Wasserstoffperoxid. Calciumperoxid bildet mit Orthophosphat unlöslichen Apatit und kann daher den Phosphatgehalt in Wasser senken.

## Verwendung
Calciumperoxid wird als Trocknungsbeschleuniger für Polysulfidelastomere, Antiseptikum in Zahnpasten und Kaugummi, als Stabilisator in der Gummiindustrie, in der Zahnheilkunde (zur Desinfektion des Wurzelkanals und Heilung der periapikalen Entzündungen), als Teigverbesserer in der Backindustrie und als Saatgutdesinfektionsmittel verwendet.